# Edward Francis Bani Forster
Edward Francis Bani Forster  (* 16. Dezember 1917 in Bathurst; † 1990) war gambischer Mediziner (Psychiater) und Hochschullehrer mit Sitz in Ghana.

## Leben
Forster ging von 1922 bis 1932 auf der St. Mary's Primary School in Bathurst (heute Banjul). Anschließend von 1932 bis 1937 auf der Church Missionary Society Grammar School in Freetown (Sierra Leone), In Irland ging er von 1937 bis 1943 auf dem Trinity College Dublin, (Lizenziat der Medizin, 1943, Diplom in Psychologischer Medizin, 1950).
Als Assistenzarzt praktizierte von 1943 bis 1944 am  Birmingham Accident Hospital, England, ebenfalls als Assistenzarzt 1944 am  Warlingham Park Mental Hospital, England. Von 1944 bis 1946 war als Assistenzarzt am Central Mental Hospital in Hatton (England) tätig. In Birmingham war er 1946 als Allgemeinmediziner und von 1946 bis 1951 als Arzt beim Gambia Colonial Medical Services. Anschließend war er in Accra (Ghana) beim Gesundheitsministerium als Facharzt für Psychiatrie und dann am Accra Mental Hospital von 1951 bis 1970 tätig. Von 1970 bis 1972 war er außerordentlicher Professor für Psychiatrie an der  University of Ghana Medical School und 1972 ernannter Professor und Leiter der Abteilung für Psychiatrie an der University of Ghana Medical School.
Forster war Gründungsmitglied des Medical Research Council of Psychiatry, Gründungsmitglied des  West African College of Physicians, Mitglied des Royal College of Physicians, London, 1950, British Medical Association, Mitglied der Royal Society of Arts,  Association for the Advancement of Psychotherapy, USA, Royal College of Psychiatry und Association of Psychiatrists of Africa.

## Familie
Forster war der Sohn von Hannah Forster, der ersten Politikerin Gambias, und der Bruder von Catherine Collier, der ersten Röntgenassistentin Gambias. Am 17. Dezember 1944 heiratete er  Essi Matilda Forster (geb. Christian, die erste Anwältin der Goldküste, die Anwältin wurde). Zusammen hatten sie drei Kinder: eine Tochter und zwei Söhne.

## Ehrungen und Auszeichnungen
- 1973: Grand Medal of Ghana